# Centris orellanai
Centris orellanai là một loài Hymenoptera trong họ Apidae. Loài này được Ruiz mô tả khoa học năm 1940.